# Чхурпи

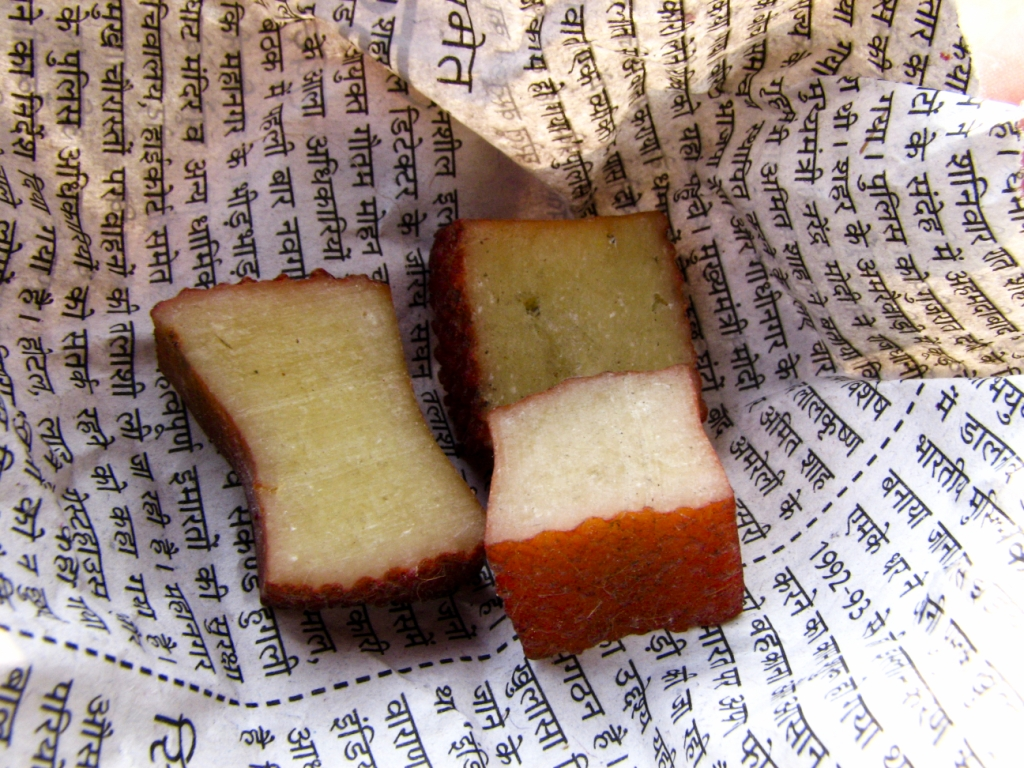
Чхурпи

Чхурпи (тиб. ཆུར་བ།, Вайли churwa) — сухой копчёный сыр, изготовляющийся в Восточном Тибете и Гималаях. Шерпы называют его «шекрам» (sherkam), в Бутане он называется «дурукова» (durukowa) или «дурукхо» (durukho). Чхурпи делается из молока яков и чаури (гибрид яка и коровы), все типы чхурпи твердые. Блюдо готовится дома из материала, полученного из пахты — «сергема». Сергем заворачивают в ткань, обычно в джут, и выжимают, чтобы избавиться от воды. После этого он высушивается и коптится.